# Krokodyle
Krokodyle è un film del 2010 diretto da Stefano Bessoni.
La pellicola, con protagonista Lorenzo Pedrotti, ha vinto diversi premi internazionali, tra i quali una menzione speciale al Festival internazionale del cinema fantastico della Catalogna nel 2011.